# Канкер
Канкер (гінді कांकेर, англ. Kanker) — місто і муніципалітет в центральній частині індійського штату Чхаттісґарх. Адміністративний центр округу Канкер.

## Географія
Розташоване приблизно в 140 км на південь від адміністративного центру штату, міста Райпур, на висоті 387 м над рівнем моря.

## Населення
За даними перепису 2011 року населення міста складає 31 385 осіб. За даними минулого перепису 2001 року населення Канкера налічувало 24 485 осіб, з них 51,6 % — чоловіки і 49,4 % — жінки. Середній рівень грамотності тоді становив 77 % (83 % чоловіків і 71 % жінок), що вище середньоіндійського показника 59,5 %.

## Транспорт
Через місто проходить національне шосе № 43. Канкер не пов'язаний із залізничною мережею країни. Найближчий аеропорт знаходиться в Райпурі.